# 张楚桐
张楚桐（2003年2月17日—），出生於吉林市，中华人民共和国短道速滑女子運動員。东北师范大学体育学院2019级本科生。

## 生平
2018年12月，在阿拉木圖举行的短道速滑世界杯上，张楚桐首次亮相，在500米比赛中获得第33名，在接力赛中获得第6名。2019年2月上旬，她在德累斯顿世界杯上以1000米第三名的成绩首次登上领奖台。在 2019/20赛季，她的總成绩排名第六。在2020年冬季青年奧林匹克運動會短道競速滑冰比賽上，她在500米比赛中获得第八名，在1000米比赛中获得第六名，在混合接力中获得第五名。在2022年北京冬奧會上她獲得短道速滑女子3000米接力铜牌。